# 23 Arietis
23 Arietis är en gulvit stjärna i huvudserien i stjärnbilden Väduren. Stjärnan är av visuell magnitud +6,83 och är inte synlig för blotta ögat ens vid god seeing. Den befinner sig på ett avstånd av ungefär 105 ljusår.